# Kali Reis
Kali Reis (Providence, Rhode Island, 24 de agosto de 1986) es una boxeadora y actriz profesional estadounidense. Es ex campeona mundial en dos categorías de peso, habiendo tenido el título de peso mediano femenino del CMB en 2016 y los títulos de peso wélter ligero femenino de la AMB, la OMB y la IBO entre 2020 y 2022. También desafió a Cecilia Brækhus por el título indiscutible de peso wélter femenino en 2018.
En 2021, Reis hizo su debut como actriz en la película estadounidense Catch the Fair One . Por su actuación como boxeadora que intenta rescatar a su hermana desaparecida, fue nominada al premio Independent Spirit a la mejor protagonista femenina. En 2023 protagonizó la serie de misterio True Detective: Night Country estrenada en enero de 2024.

## Biografía
Reis nació en Providence, Rhode Island, el 24 de agosto de 1986 y es la menor de cinco hermanos. Ella y sus hermanos fueron criados por su madre en East Providence, Rhode Island. Reis afirma tener ascendencia caboverdiana y se identifica como de ascendencia nativa americana, específicamente de ascendencia cheroqui y nipmuck. Es miembro de la tribu Seaconke Wampanoag una tribu no reconocida en Massachusetts.
Cuando era niña, asistía y competía en powwow, reuniones de pueblos indígenas nativos de Norteamérica,  con regularidad. En su apodo de boxeo "KO Mequinonoag" ha incorporado el nombre Mequinonoag, que traduce como "muchas plumas" o "muchos talentos". El nombre se lo dio su madre, a quien Reis identifica como "la curandera de nuestra tribu Seaconke Wampanoag".
Reis era una niña atlética y a menudo practicaba deportes más duros con los chicos del vecindario. También participó en las bandas de música de su escuela, en la escolta y en el equipo de voleibol de su escuela secundaria. A partir del tercer año de escuela secundaria fue activa en ligas de baloncesto y softbol. Comenzó a boxear a los 14 años en el Manfredo's Gym en Pawtucket, Rhode Island, y su entrenadora fue una amiga de su madre. Más tarde, Reis estudió criminología y también aprendió a reparar motocicletas en MTTI. Continuó su entrenamiento en el gimnasio de Peter Manfredo Sr para avanzar en su carrera en el boxeo. Antes de convertirse en profesional, Reis tuvo una exitosa carrera amateur, consiguiendo el Campeonato Rocky Marciano de 2007, los Guantes de Oro de Nueva York de 2007 y el Campeonato de 154 de Nueva Inglaterra de 2006. 
Reis apoya activamente el movimiento de Mujeres y niñas indígenas desaparecidas y asesinadas (MMIWG).

## Carrera de boxeo profesional
En 2012, Reis estuvo involucrada en un grave accidente de motocicleta que la dejó fuera de la temporada de boxeo. Regresó en 2013 y peleó por el título de la WIBA en noviembre de ese año. El 12 de noviembre de 2014, Reis ganó la corona de la IBA derrotando a Teresa Perozzi en Bermuda. También entrena boxeo para jóvenes y trabaja como entrenadora. En abril de 2016, Reis ganó su primer título mundial importante en Nueva Zelanda contra Maricela Cornejo por el título mundial vacante de peso mediano del CMB.
HBO transmitió su primera pelea femenina entre Cecilia Brækhus y Reis, el 5 de mayo de 2018, que ganó Brækhus.

## Carrera como actriz
Reis se involucró en Catch The Fair One después de que el cineasta Josef Kubota Wladyka descubriera la defensa de Reis del movimiento MMIWG y este le preguntara si colaboraría como coguionista y actriz principal en una película sobre el tema. Catch The Fair One se estrenó en junio de 2021 en el Festival de Cine de Tribeca. La película y la actuación debut de Reis recibieron elogios de la crítica.
Reis participó después en la película de Jean-Stéphane Sauvaire, Black Flies, protagonizada por Sean Penn, Tye Sheridan y Katherine Waterston.
En junio de 2022 se anunció que Reis participaría en True Detective: Night Country, la cuarta temporada de la serie antológica sobre crímenes de HBO. Reis ha protagonizado el papel de una detective que investiga la desaparición de ocho hombres de una estación de investigación de Alaska junto a Jodie Foster.

### Reconocimientos
Por su papel en Catch The Fair One, Reis ganó el premio del jurado a la mejor actriz en el Festival de Cine de Newport Beach de 2021. También fue nominada a Mejor protagonista femenina en la 37ª edición de los Independent Spirit Awards.

## Filmografía
| Año  | Título                        | Papel              | Notes                             |
| ---- | ----------------------------- | ------------------ | --------------------------------- |
| 2021 | Catch the Fair One            | Kaylee             | Also received a "story by" credit |
| 2022 | Black Flies                   |                    |                                   |
| 2024 | True Detective: Night Country | Evangeline Navarro |                                   |
| TBA  | Wind River: The Next Chapter  |                    | Filming                           |